# Islote Sinho
Islote Sinho (en portugués: Ilhéu Sinho) es el nombre que recibe un islote ubicado en el océano Atlántico al sudeste de la isla Salvaje Grande (Selvagem Grande), en las islas Salvajes (Ilhas Selvagens), Región Autónoma de Madeira, al oeste de Portugal.